# Тёрнер, Ричард (карточный манипулятор)
Ричард Эдвард Тёрнер (16 июня 1954 г.) — американский эксперт по карточной механике, известный своими карточными фокусами. Он был удостоен награды «Золотой лев» в области магии в 1982 году от Зигфрида и Роя и премии Линн Сирлз за выдающиеся достижения в области манипуляции с картами. Он является лауреатом премии «Маг года крупным планом» от Академии магических искусств в 2014 и 2017 годах, является героем документального фильма «Раздача» (2017).

## Биография
Тёрнер родился в Сан-Диего в 1954 году, который он назвал «годом полной колоды» (имея в виду стандартную колоду игральных карт из 52 карт плюс два джокера).
Отец Ричарда, Джим, трудился над созданием деталей для космического корабля Джона Гленна и Алана Шепарда. Сестра Лори вместе с мужем Гарретом Драгтом управляет компанией Dragt Construction (строительная компания, штат Айдахо).
В возрасте семи лет он увлёкся телешоу Maverick. В возрасте девяти лет после тяжёлой скарлатины его зрение ухудшилось. Макула (Жёлтое пятно (лат. macula lutea), центр сетчатки) каждого глаза Тёрнера была полностью разрушена, что препятствовало обзору вперёд, а остальная часть его сетчатки страдала от состояния, которое он описывает как «образец дробовика». Тёрнер учился в специальной школе для слабовидящих в Санти, Калифорния, где он отказался изучать шрифт Брайля, за что был отчислен, но позже восстановился, он старался жить обычной жизнью.
Его младший брат, Дэвид, брал уроки карате и пригласил Тёрнера сопровождать его. Он начал заниматься в 1971 году под руководством мастера Джона Мерфи, основателя в США Вадо-Кай, японского жёсткого карате, преуспел в этом и начал тренироваться в тренажёрном зале Джина Фишера, в конечном итоге получив пятую степень. чёрный пояс по карате Вадо-Кай.
В 1972 году Тёрнер прошёл прослушивание в небольшом некоммерческом христианском театре Сан-Диего, управляемом телеактёром Стивом Терреллом, и в течение шести лет выступал с «Lamb’s Players». Террелл научил Тёрнера смотреть людям в глаза, чтобы они не знали о его нарушении зрения. Позже его представили каскадёру Бобби Йерксу, который научил его качаться на трапеции, ходить по натянутой верёвке и падать с высоты.

## Карьера
Карточные манипуляции Тёрнера были показаны в телевизионных программах, включая «Это невероятно!», «Хотите верьте, хотите нет», «Клуб 700», пять выступлений в японских программах, включая «Мировые гении», и в британском «Волшебном шоу Пола Дэниэлса». Он проводил мотивационные лекции для международных корпораций и правительственных агентств, а также создал и провёл семейную развлекательную программу для школьников по всей стране, в которой участвовала его жена в роли его помощницы, школьной учительницы «Мисс Гид».
Тёрнер постоянно исполнял свой номер речного игрока XIX века под названием «Мошенник»:
в течение семи лет два дня в неделю в ресторане Мари Каллендер и пять дней в неделю на борту тематического ресторана Reuben E. Lee Riverboat в Сан-Диего, Калифорния;
в течение четырёх лет развлекал VIP-персон в ресторане Billy Bob’s в Форт-Уэрте, штат Техас, самом большом в мире хоккейном ресторане;
семь лет проработал послом и ведущим исполнителем на Six Flags Fiesta Texas, где давал тридцать семь концертов в неделю;
девять лет в Салуне и музее Buckhorn в центре Сан-Антонио, штат Техас;
демонстрировал свои навыки на бизнес-выставках, магических конвенциях, частных вечеринках и в качестве члена-исполнителя с 1975 года в Волшебном замке, где он был введён в Зал славы.
В 2017 году он обманул Пенна и Теллера карточным фокусом в их телевизионной программе Fool Us. Среди слушателей Тёрнера были Джимми Стюарт, Джин Келли, Джонни Карсон, Боб Хоуп, Мухаммед Али и государственный секретарь Колин Пауэлл, которые присоединились к Тёрнеру и его жене в одной из их школьных программ.
Компания игральных карт Соединённых Штатов использует его услуги в качестве «сенсорного аналитика» для оценки текстуры, гибкости и раскроя десятков колод карт каждый год. Находясь на пенсии, Тёрнер появляется несколько недель в году в «Волшебном замке», выступает и читает лекции своим сверстникам, а также выступает на частных вечеринках в Buckhorn Saloon & Museum в своём родном городе Сан-Антонио, штат Техас. Ричард Тёрнер также участвовал в лекции Penguin Live, в которой подробно рассказывал о некоторых работах по его отмеченной наградами «ложной сделке». В 2008 году он гастролировал в рамках сценического шоу под названием Hoodwinked с Тоддом Роббинсом, Бобом Арно и Баначеком.
В ноябре 2009 года под руководством Великого Мастера Джона Мерфи и Старшего Мастера Джона Дугласа Тёрнер получил свой Мастерский чёрный пояс шестой степени по системе Ва До Кай, японскому каратэ жёсткого стиля. В мире боевых искусств мистер Тёрнер теперь является мастером Тёрнером.
В 2010 году режиссёр Терренс Малик попросил Тёрнера обмануть персонажа Брэда Питта за столом для игры в «чёрный джек» в фильме «Древо жизни».
Тёрнер — персонаж полнометражного документального фильма «Сделка»(«Раздача»), снятого режиссёром Люком Коремом из Техаса.

## Профессиональное признание
В 1978 году фокусник Эд Марло похвалил Тёрнера как карточного мастера, актёра и артиста, сказав: «Техники, как правило, не являются хорошими актёрами или артистами. Ричард Тёрнер — все трое». В 1987 году Дай Вернон охарактеризовал Тёрнера как самого искусного специалиста по карточным технологиям в мире, заявив: "Наблюдая за бесчисленным множеством карточных экспертов в течение более восьмидесяти лет, я считаю Ричарда Тёрнера самым умелым. Он выполняет самые сложные задачи, двигается с величайшей лёгкостью. Я сомневаюсь, что кто-то может сравниться с ним. Он делает вещи с картами, которые никто в мире не может сделать — никто. Мне все равно, поедете ли вы в Китай, Францию или Германию, он делает вещи никто другой не может этого сделать, и он прекрасно их выполняет ".
Милт Ларсен, основатель и президент Magic Castle, Inc., сказал: «За 45 лет, которые я провёл в Castle, люди неоднократно говорили о Ричарде Тёрнере, что это самый поразительный акт истинного мастерства, который они когда-либо видели».
12 декабря 2005 года всемирно известный карточный мастер, автор и эксперт по защите казино Стив Форте сказал: «Ричард Тёрнер — настоящий подарок! Как один из лучших карточных техников на планете, Ричард продвигает науку о манипуляциях с картами до невероятных высот».
Консультант по механике карт и защите игр Дэвид Малек похвалил Тёрнера в 2006 году, заявив: «Ричард Тёрнер — один из моих любимых карточных мастеров, техник и исполнитель мирового уровня. Ричард не имеет себе равных, когда дело доходит до демонстраций азартных игр с картами. Он раздаёт секунды, одинаково хорошо центрирует и основывает и открывает карты с молниеносной скоростью. Вдобавок ко всему, он имеет чёрный пояс пятой степени и, без сомнения, самый физически подготовленный маг, которого я знаю. Нам всем есть чему у него поучиться».
11 ноября 2006 года специалист по наблюдению за казино, эксперт по защите настольных игр, администратор казино, карточный игрок и профессиональный игрок в покер Рон Конли написал, увидев, как Тёрнер демонстрировал свои способности в индивидуальной обстановке: «Я был очень впечатлён вашей Карточной работой, безусловно, одна из лучших, что я когда-либо видел».
Наблюдатель за регулированием азартных игр и энтузиаст игральных карт Брюс Т. Самбой посоветовал в ноябре 2006 года, после просмотра Тёрнера во время пяти выступлений в «Волшебном замке», а затем на частных встречах: «Лучшие карточные мастера мира отрабатывают ходы, пока не сделают их правильно. Ричард Тёрнер практикует ходы двигается до тех пор, пока он не сможет сделать их неправильно».
Тони Джорджио, эксперт по методам, используемым мошенниками с картами и игральными костями, сказал: «Мастерские, волшебные манипуляции Ричарда Тёрнера с игральными картами несравнимы».

## Личная жизнь
Тёрнер женат на Ким Тёрнер (урождённая Миллер), и у них есть сын по имени Аса Спейдс Тёрнер.
Когда Тёрнеру было одиннадцать, он создал игру-головоломку под названием «Бэтти», вдохновлённую игрой «Ханойская башня». В мае 2011 года вышла его четвёртая версия. У Бэтти одиннадцать уровней сложности: от несложного уровня 3 до чрезвычайно сложного уровня 11. В то время как уровень 3 может быть решён учеником начальной школы, сделав от 6 до 7 ходов, овладение уровнем 11 требует гораздо большей математической проницательности, требующей между 1023 и 2047 ходов без единой ошибки.